# Le Corsaire masqué
Pour plus de détails, voir Fiche technique et Distribution.
Le Corsaire masqué (The Eagle of the Sea) est un film américain réalisé par Frank Lloyd, sorti en 1926. Interprétation du roman de Charles Tenney Jackson (Captain Sazarac).

## Synopsis
Vers les années 1800 à la Nouvelle-Orléans, un bal est donné en l'honneur du général Andrew Jackson. Parmi les invités se trouve le capitaine Sazarac, qui est en réalité le célèbre boucanier Jean Lafitte. Sa véritable identité est révélée et le général Jackson lui donne jusqu'à l'aube pour quitter la ville. Cependant, Lafitte se retrouve bientôt impliqué dans un complot visant à sauver Napoléon de l'île de Sainte-Hélène, auxquels est lié l'oncle de la femme qu'il aime.

## Fiche technique
- Titre : Le Corsaire masqué
- Titre original : The Eagle of the Sea
- Réalisation : Frank Lloyd
- Scénario : Julien Josephson sur une histoire de Charles Tenney Jackson
- Production : B. P. Schulberg
- Société de production : Paramount Pictures
- Distribution : Paramount Pictures
- Pays :  États-Unis
- Format : Noir et blanc
- Genre : Action - Aventure - Pirates
- Durée : 70 minutes
- Langue : film muet avec intertitres anglais
- Date de sortie : 
  - États-Unis : 18 octobre 1926

## Distribution
- Florence Vidor : Louise Lestron
- Ricardo Cortez : capitaine Sazarac
- Sam De Grasse : colonel Lestron
- George Beranger : John Jarvis
- Mitchell Lewis : Crackley
- Guy Oliver : Beluche
- George Irving : général Andrew Jackson
- James A. Marcus : Dominique
- Ervin Renard : Don Robledo
- Charles Anderson : Bohon
- Boris Karloff : un pirate (non crédité)
- Bob Kortman : un pirate (non crédité)